# Buchweizenpfannkuchen

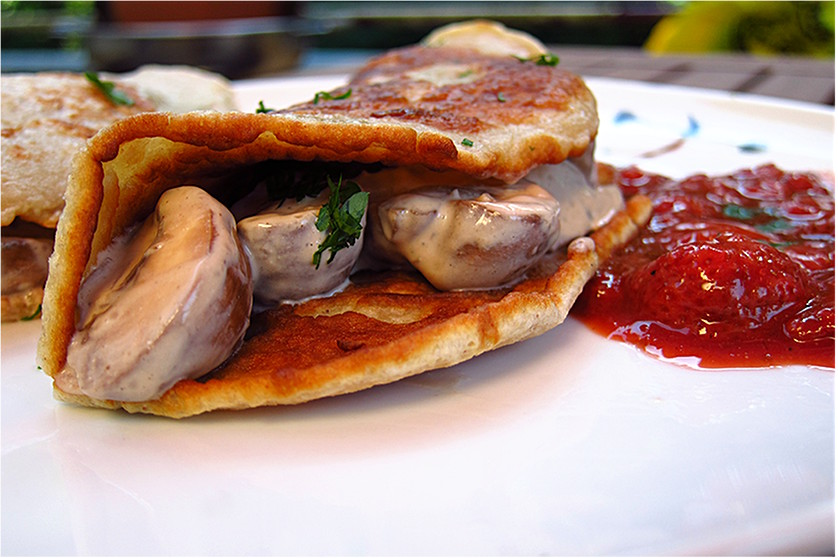
Buchweizenpfannkuchen mit Pilzen und Erdbeersoße

Buchweizenpfannkuchen sind Pfannkuchen aus Buchweizenmehl, die seit dem 19. Jahrhundert im Nordwesten Europas und in den USA beliebt sind.
Im nördlichen Frankreich (Maine) werden "akadische" Ployes, crêpeartige Buchweizenpfannkuchen gebacken. Buchweizenpfannkuchen werden in Nordamerika häufig zum Frühstück gegessen und sind auch in Nordchina bekannt. Blinys sind russische Hefe-Buchweizenpfannkuchen. In Deutschland wurden sie früher vor allem in Norddeutschland und in der Eifel gegessen. 

## Varianten

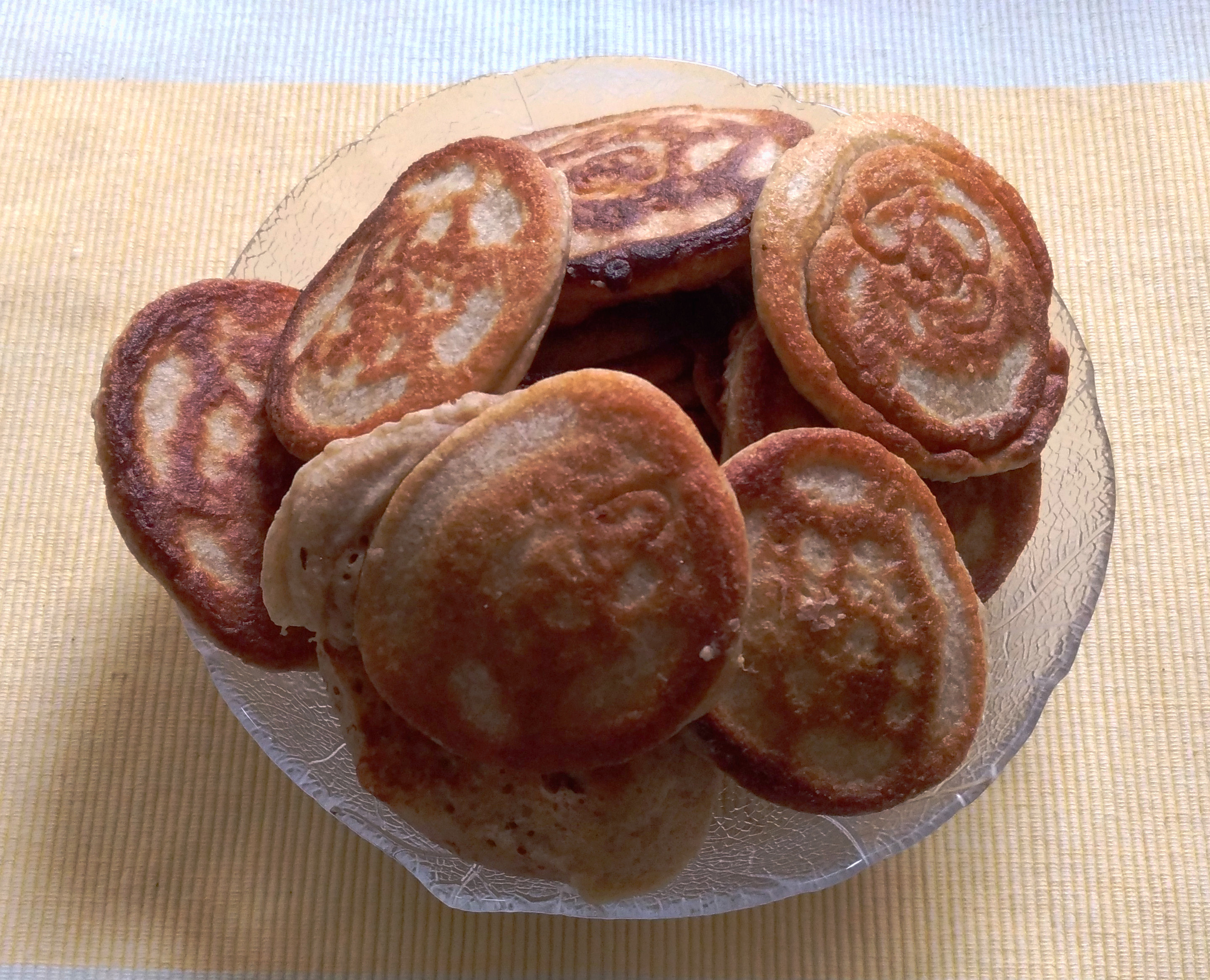
Russische Buchweizenpfannkuchen

### Amerikanische Art
Griddled Buckwheat Cakes werden aus Buchweizenmehl mit Eiern, Milch, geschmolzener Butter, Backpulver und Salz zu dickflüssigem Teig verrührt und löffelweise in eine gefettete Eisenplatte (englisch griddle) gegeben, dann beiderseits gebacken und mit Ahornsirup oder Melasse aufgetragen.

### Norddeutsche Art
Eine niedersächsische Spezialität sind Pfannkuchen aus Buchweizenmehl, Kaffeegetränk, Eier, Salz. Der dickflüssige Teig muss zum Ausquellen einige Stunden ruhen. Dünne Speckstreifen werden in Schmalz ausgebraten, darauf der Buchweizenteig kellenweise gegeben und beidseitig braun gebacken.
An hohen christlichen Feiertagen wurden zum Buchweizenpfannkuchen Schwarzbrot, Zuckerrübensirup, Preiselbeeren, Blaubeeren oder Apfelmus gereicht.
Ob und wie gerne man als Gast des Hauses gesehen war, konnte man früher daran erkennen, wie viele gebratene Speckstreifen im Pfannkuchen eingelassen waren. Besonders gern gesehenen Gästen gab man z. B. vier Speckstreifen in den Pfannkuchen: eine gerade Zahl. Nicht so gern gesehene Gäste oder Freier bekamen ihre Pfannkuchen mit einer ungeraden Anzahl von Speckstreifen serviert.
Die Zubereitung von Buchweizenpfannkuchen unterscheidet sich regional eher gering: während in Ostfriesland und im nördlichen Emsland dem Pfannkuchenteig vorzugsweise Schwarztee zugegeben wird, wird im mittleren und südlichen Emsland sowie in der Grafschaft Bentheim eher Kaffee bzw. Milchkaffee verwendet. Ein typisches Rezept für Buchweizenpfannkuchen:
Aus Buchweizenmehl, Eiern und einem dreiviertel Liter Tee und einer Prise Salz wird ein dickflüssiger Teig bereitet und zum Quellen etwa fünf Stunden beiseite gestellt. Nach dem Ausquellen gibt man Schmalz in eine Pfanne und brät darin dünne Speckstreifen aus. Auf die Speckstreifen gibt man eine Kelle Pfannkuchenteig und brät den Buchweizenpfannkuchen auf beiden Seiten braun aus.
In der Eifel werden die Buchweizenpfannkuchen zubereitet wie andere Mehlpfannkuchen und in der Pfanne mit Schmalz zu kleinen Küchlein gebacken. Sie werden noch warm serviert und traditionell mit Rübenkraut bestrichen. Früher wurden die Pfannkuchen oft aber auch als Beilage zu einer Suppe gegessen.